# Бойд Александер
Бойд Алекса́ндер (англ. Boyd Alexander; 16 січня 1873 — 2 квітня 1910) — англійський військовий гідрограф та орнітолог, дослідник басейну озера Чад та суміжних територій.
В 1904—1907 роках, користуючись майже виключно водними шляхами, перетнув Африку від Нігерії до Єгипту, керуючи комплексною експедицією спочатку разом з капітанами К. Александером та Д. Б. Гослінгом (обидва померли під час мандрівки).
Піднявшись річками Нігер та Бенуе, експедиція досягла озера Чад. В ході маршрутів було описано річкову мережу в північно-східній частині Нігерії та береги озера Чад, причому було встановлено, що озеро складається з двох басейнів. Експедиція досліджувала річку Шарі та від її верхніх правих приток пройшла в басейн річки Уеле (система Конго). Піднявшись річкою до її верхів'їв, Александер перебрався в систему верхнього Нілу та річками Ель-Джебель, Білий Ніл та Ніл спустився до Єгипту.
Експедиція остаточно довела, що басейни річки Нігер, озера Чад, річок Конго Ніл відокремлені в деяких місцях тільки низькими та вузькими вододілами. В ході робіт було зібрано великий матеріал з етнографії та особливо з зоології краю. 1910 року під час спроби перетнути Африку суходолом від Камеруну до Єгипету Александера було вбито в області Вадаї, на схід від озера Чад.